# Acontia insolatrix
Acontia insolatrix är en fjärilsart som beskrevs av Jacob Hübner 1822. Acontia insolatrix ingår i släktet Acontia och familjen nattflyn. Inga underarter finns listade i Catalogue of Life.